# ビクトリア州議会
ビクトリア州議会（ビクトリアしゅうぎかい、Parliament of Victoria）は、オーストラリア、ビクトリア州の議会である。1856年創設。両院制（2院制）で、下院（Legislative Assembly）と、上院（Legislative Council）から構成される。

## 概要
ビクトリア州議事堂は州内最大の都市メルボルンに立地している。歴史的経緯から議会制度はイギリスのウェストミンスター・システムを採用しており、与党と野党が対峙し討論形式で議題を審議する。
与党の党首がビクトリア州首相となり内閣を組織する。首相は「プレミア」と呼ばれており、オーストラリア連邦議会の首相（プライムミニスター）と名称が異なる。元首代理としてビクトリア州総督が存在するが、儀礼的な役割にとどまる。

## 参照
- ビクトリア州憲法 (1975年). Specifically sections 6, 15 and 16 among others.